# Wroceń
Wroceń ist ein Dorf der Stadt-und-Land-Gemeinde (gmina wiejska) Goniądz im Powiat Moniecki in der Woiwodschaft Podlachien, Polen. Der Ort liegt am Fluss Biebrza.

## Geographische Lage
Wroceń liegt, etwa neun Kilometer von Goniądz, sechzehn Kilometer von Mońki und 51 Kilometer von Białystok entfernt, in der podlachischen Ebene im Flusstal der Biebrza.

## Geschichte
Von 1975 bis 1998 gehörte Wroceń zur Woiwodschaft Łomża.

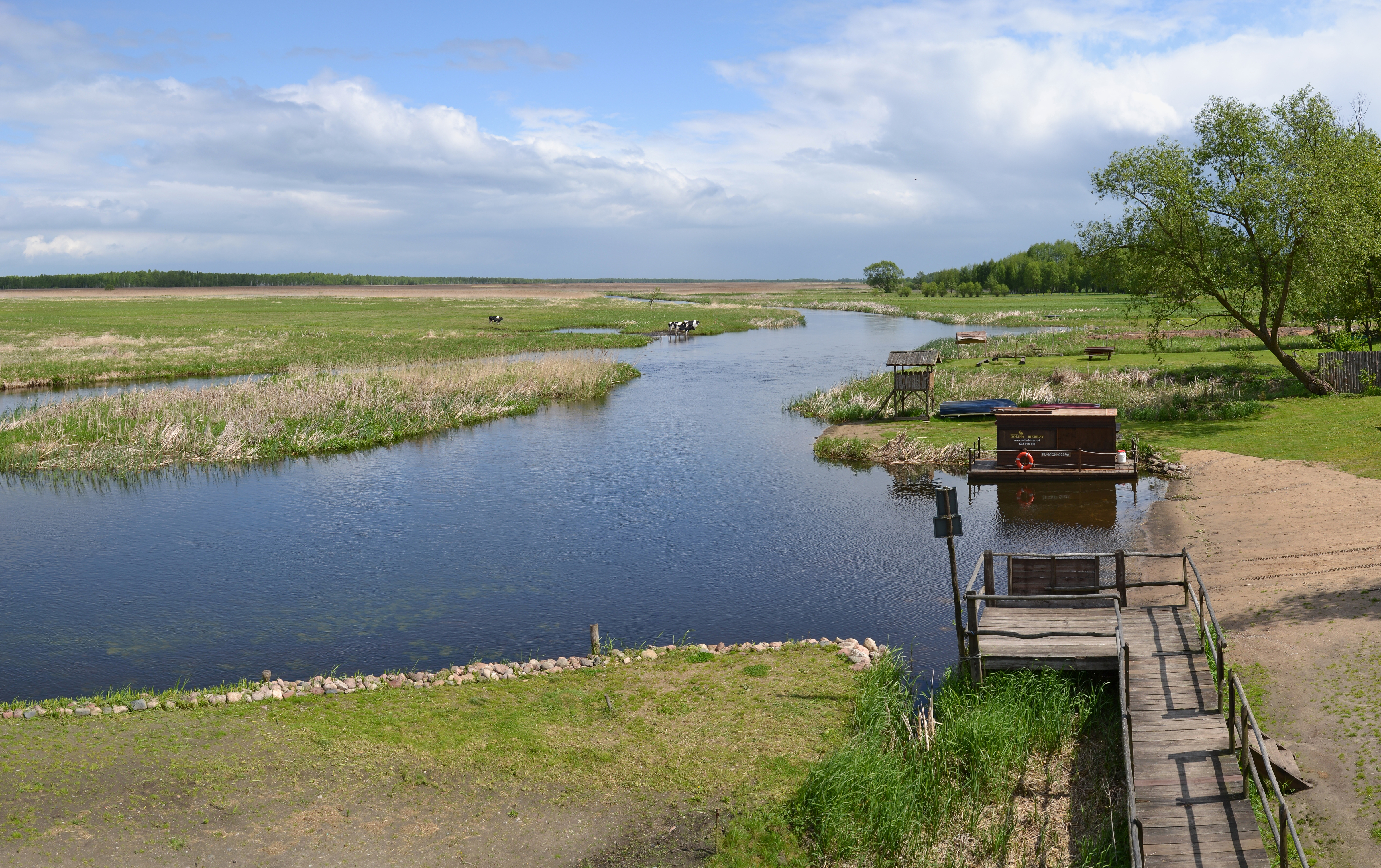
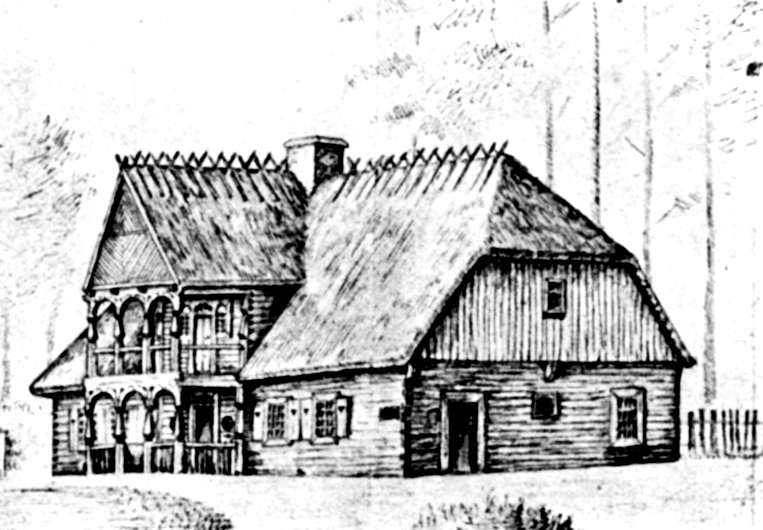
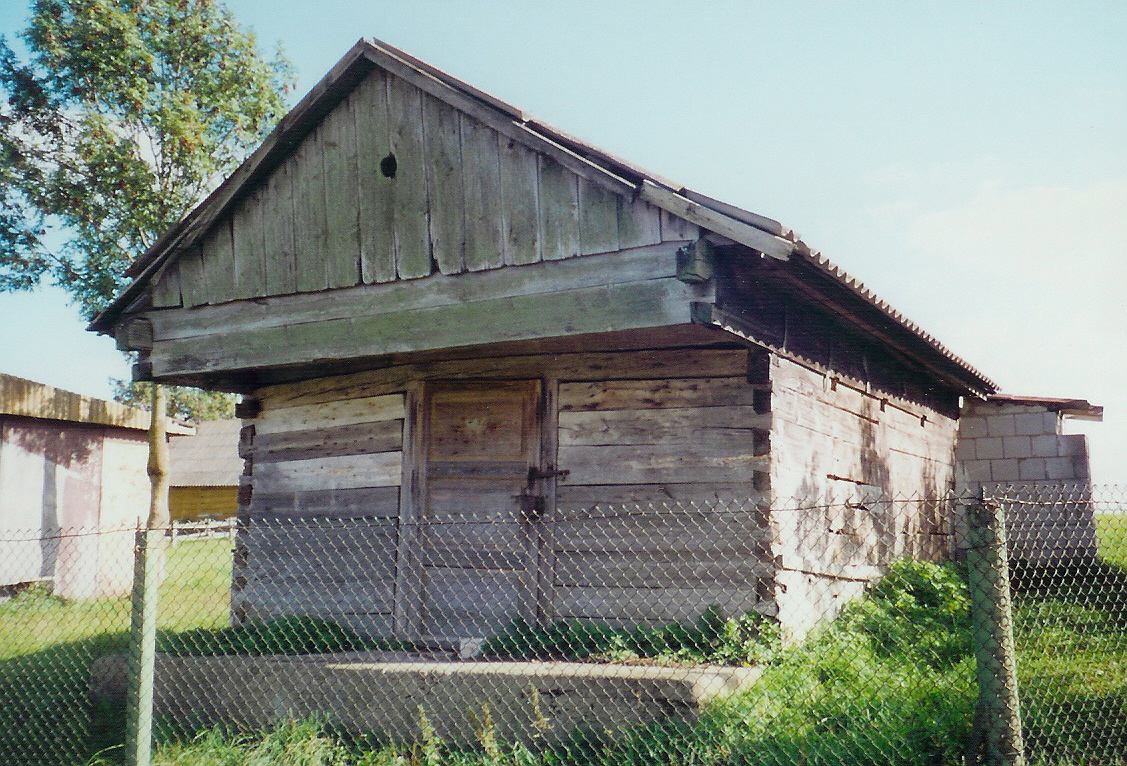